# Rhyacophila anaktiongkok
Rhyacophila anaktiongkok är en nattsländeart som beskrevs av Malicky 1995. Rhyacophila anaktiongkok ingår i släktet Rhyacophila och familjen rovnattsländor. Inga underarter finns listade i Catalogue of Life.